# Тјулон (Манитоба)
Тјулон (енгл. Teulon) је малена варош у јужном делу канадске провинције Манитоба и део је географско-статистичке регије Велики Винипег. Варош је део општине Роквуд и налази се 59 км северно од административног центра провинције града Винипега, односно између варошице Стоунвол и насеља Гимли.
Насеље је 1919. основала група фармера предвођена извесним Чарлсом Кеслом који је овом насељу дао име Тјулон према девојачком презимену своје супруге. Насеље је исте године добило службени статус села, а од 1997. године Тјулон има службени статус вароши у провинцији Манитоби.
Према резултатима пописа становништва из 2011. у варошици су живела 1.124 становника у 551 домаћинству, што је стање идентично резултатима пописа становништва из 2006. године.

## Становништво
| 2011. |
| ----- |
| 1.124 |